# Live ?!*@ Like a Suicide
Live ?!*@ Like a Suicide — мини-альбом американской хард-рок Guns N’ Roses, изданный 16 декабря 1986 года.
Согласно автобиографии Стивена Адлера, My Appetite for Destruction: Sex & Drugs & Guns N’ Roses, весь мини-альбом был записан в Pasha Studios в Голливуде с записанными заранее аплодисментами аудитории и приветствиями на заднем плане, поскольку инженеры Geffen Records сказали ему, что «это будет стоить слишком много, чтобы фактически сделать-записать концертную запись».

## Список композиций
| №                   | Название                               | Автор(ы)                                                                  | Длительность |
| ------------------- | -------------------------------------- | ------------------------------------------------------------------------- | ------------ |
| 1.                  | «Reckless Life»                        | Guns N’ Roses, Крис Вебер                                                 | 3:20         |
| 2.                  | «Nice Boys» (кавер-версия Rose Tattoo) | Энгри Андерсон, Мик Кокс, Джорди Лич, Даллас «Диггер» Ройалл, Питер Уэллс | 3:03         |
| 3.                  | «Move to the City»                     | Guns N’ Roses, Del James, Вебер                                           | 3:42         |
| 4.                  | «Mama Kin» (кавер-версия Aerosmith)    | Стивен Тайлер                                                             | 3:57         |
| Общая длительность: | Общая длительность:                    | Общая длительность:                                                       | 13:58        |

## Участники записи
- Эксл Роуз — вокал
- Иззи Стрэдлин — ритм-гитара
- Слэш — соло-гитара
- Дафф Маккаган — бас-гитара
- Стивен Адлер — ударные